# 원은경
원은경(2000년 12월 9일~)은 조선민주주의인민공화국의 권투 선수이다. 2024년 하계 올림픽에 조선민주주의인민공화국 대표 선수로 참가했다.